# Indigodikbekje
Het indigodikbekje (Amaurospiza concolor) is een zangvogel uit de familie Cardinalidae (kardinaalachtigen).

## Verspreiding en leefgebied
Deze soort telt 3 ondersoorten:
- A. c. relicta: zuidwestelijk Mexico.
- A. c. concolor: van zuidoostelijk Mexico, Belize en Honduras tot Panama.
- A. c. aequatorialis: van zuidwestelijk Colombia tot noordelijk Peru.